# 2009年H1N1流感大流行各國疫情及反應
本條目記載了全球各國及國際組織於2009年甲型H1N1流感疫潮中的疫情和反應，依照洲別分類。
|  |  |
|  |  |

## 統計數據
| 名 次 | 城市     | 人口          | 確診 個案 | 每萬 人確診 個案 |
| ----- | -------- | ------------- | --------- | ---------------- |
| 1     |          | 388,190       | 850       | 21.90            |
| 2     |          | 21,262,641    | 27,663    | 13.01            |
| 3     | 智利     | 16,601,707    | 12,030    | 7.25             |
| 4     | 新西兰   | 4,213,418     | 3,000     | 7.12             |
| 5     | 馬爾他   | 405,165       | 176       | 4.34             |
| 6     | 賽普勒斯 | 796,740       | 297       | 3.73             |
| 7     | 加拿大   | 33,487,208    | 11,883    | 3.55             |
| 8     | 以色列   | 7,233,701     | 2,000     | 2.76             |
| 9     | 新加坡   | 4,657,542     | 1,217     | 2.61             |
| 10    | 科威特   | 2,691,158     | 560       | 2.08             |
|       | 全球總數 | 6,790,062,216 | 208,840   | 0.308            |

1. ↑  人口數字最後更新：2009年7月. 中央情报局.   [2009-06-21]. （原始内容存档于2013-05-10） （英语）.

## 國際組織

### 世界衛生組織
世界衛生組織的緊急委員會在日內瓦召開會議，鑒於墨西哥疫情向全球發出全球緊急狀態。4月27日，世衛再召開會議，把警戒級別從第三級提升至第四級，即病毒可以在人與人之間傳播。4月29日，更把警戒级别提升至第五級，即强烈地显示即将发生流感大流行。
6月11日，正式將警戒級別提升至最高的第六級。

## 北美洲

### 墨西哥

墨西哥的疫情分布
死亡病例
確診病例

2009年H1N1流感在3月17日就開始在墨西哥出現首例，但墨西哥當局一直以為當地的流感與過往的沒有分別，雖然於4月12日通報小範圍的群聚感染，但直到4月21日才獲美國通知病毒分析結果，確認這是一種新品種的流感病毒。
2009年4月23日晚上11時，H1N1甲型流感的爆發首次在墨西哥得到廣泛報導。4月24日墨西哥當局在60多個死者中，16名的死因確定是新品種的H1N1甲型流感的感染，其餘44名的死因仍檢測中。當中大部分死者都是年輕的成年人。

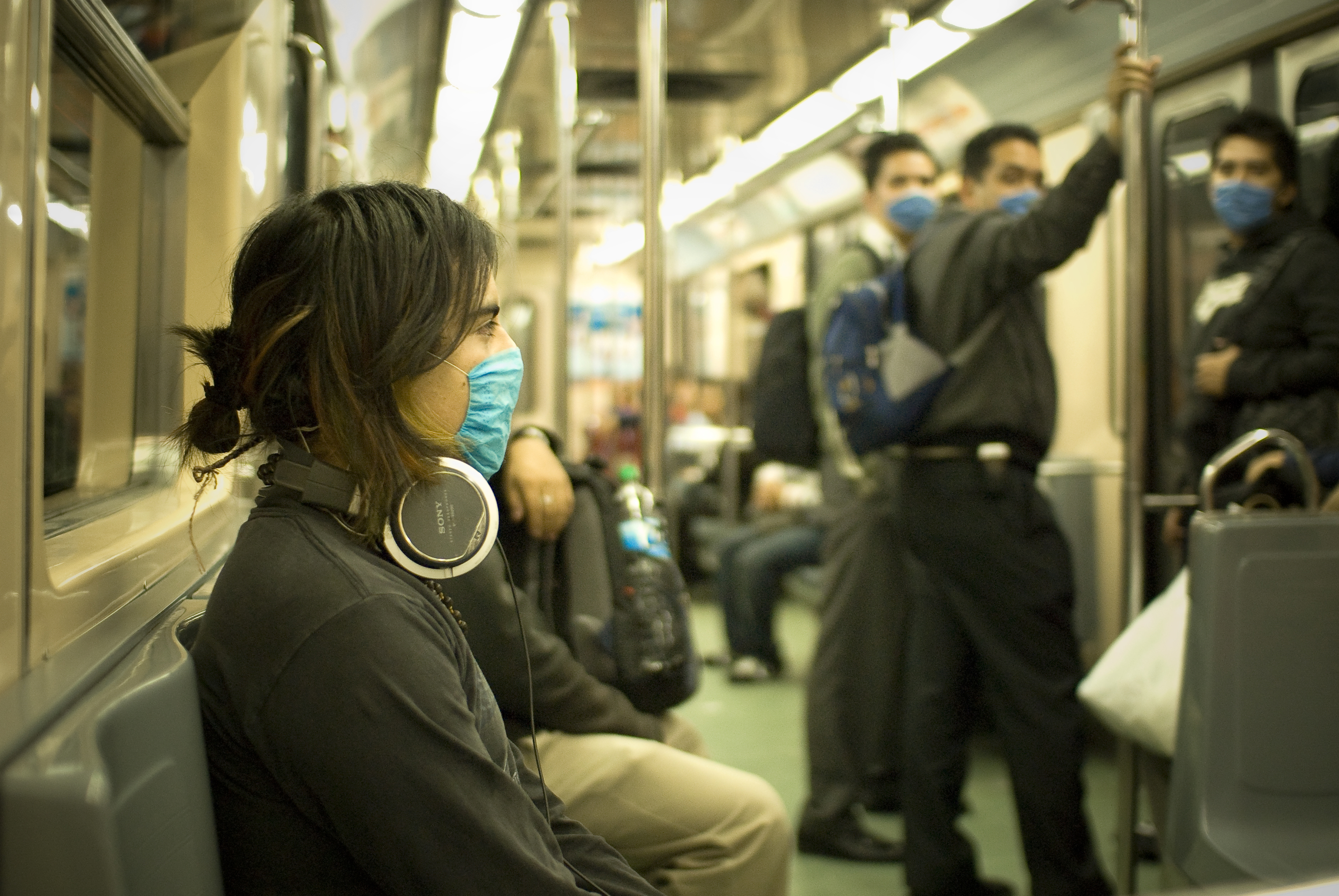
墨西哥城內的市民在乘達公共交通時均帶上口罩
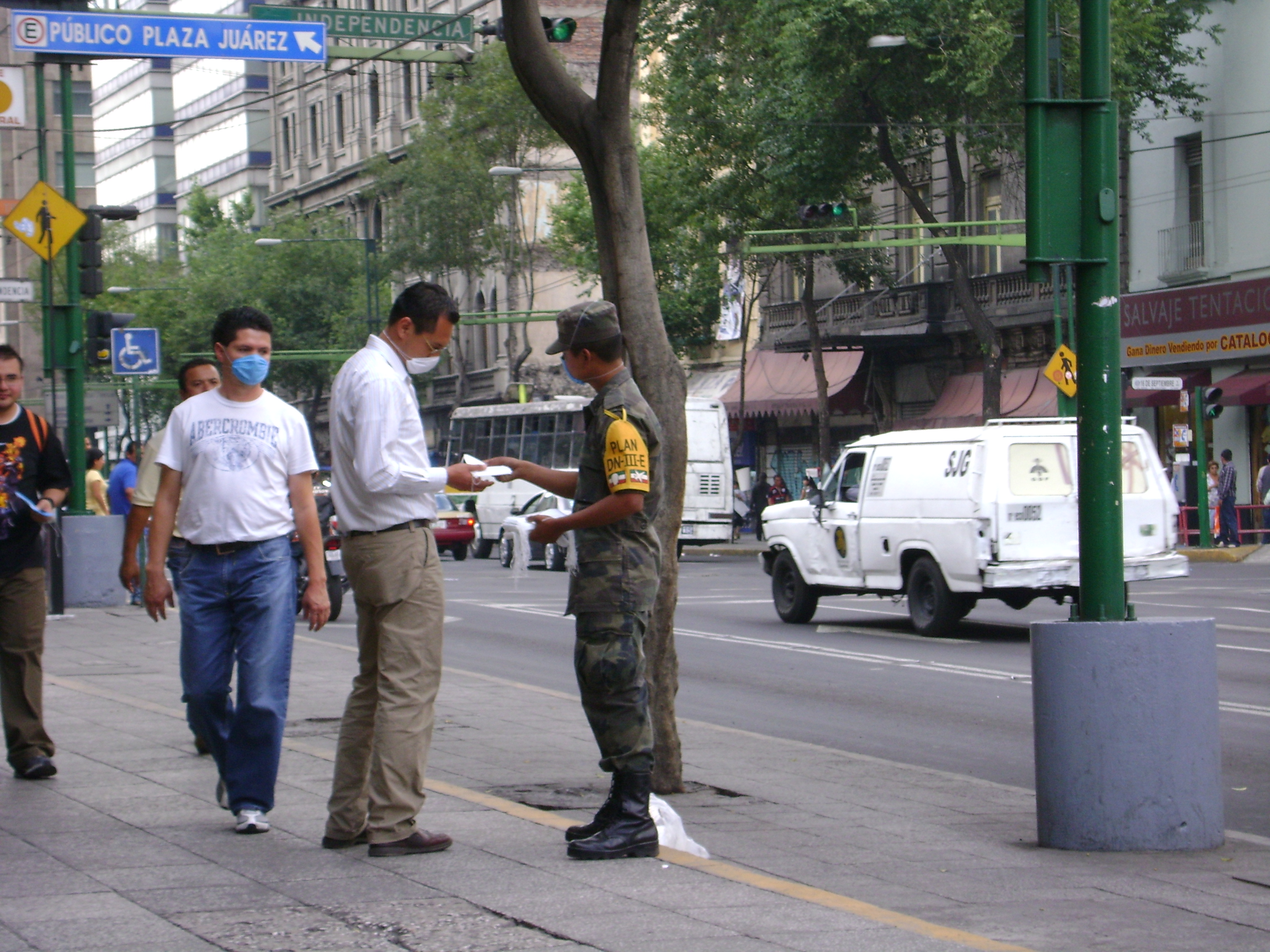
墨西哥士兵在市面上的派發口罩

4月25日，墨西哥城市長宣布所有公眾活動暫停10日，所有學校均需要停課，並且呼籲所有市民避免握手和親吻。墨西哥城衛生局長艾修德（Armando  Ahued）表示墨西哥城將準備一場大規模緊急接種運動來防治常見於冬天的豬流感。
世界衛生組織確認部分發病個案是由一種從未發現的H1N1變種病毒所引致。
4月26日，衛生部長何塞·安赫尔·科尔多瓦·維雅洛博斯博士（Dr. Jose Angel Cordova Villalobos）表示已經有20個經過病毒測試成為確診病例。。4月27日，總計有1614個案，死亡人數達103名，400人還在醫院中接受治療。大約3分之2的病人逐漸康復

### 美國

美国的疫情分布
死亡病例
確診病例

美國疫潮始於4月底，最初在加州與德州爆發數個疑似個案。受感染人士都是從墨西哥返國後出現流感病徵。其後，各個州份陸續出現疑似個案。其中紐約市情況比較嚴重，多名學生發病，他們都就讀紐約皇后區的聖方濟預備學校。雖然疫潮在美國本土已經出現，美國聯邦政府依然維持美國的警戒級別為0級，與世衛的5級相對。

另外，明尼蘇達州的懷疑個案證實並非流感。2009年4月29日，一名23個月大的德克薩斯州幼兒死亡，成為墨西哥以外第一個死亡個案。美方後來指死者為在當地治病的墨西哥人。
與其他國家最大的分別是：在美國的病患有85%未到過墨西哥。
白宮於當地時間4月26日中午12時發表新聞簡報，簡述美國當地的疫情。總統奧巴馬表示會全力協助墨西哥對抗疫情，而在美國本土，會加強各州對病情的檢測及控制。美國疾病控制與預防中心署理主席貝瑟博士表示，現時美國的特敏福儲備充裕，當中的四分之一存貨會分發於各州的地方醫療機構使用。另外，國民應該預期各地會陸續有其他疑似及確診個案的發現，所以應該在日常生活中嚴格執行衛生習慣，例如：打噴嚏時要掩鼻、之後要洗手之類。而國土安全部部長納波利塔諾宣佈美國進入公共衛生緊急狀態，她亦表示，因應疫情而允許醫療機構在必須時讓病人試用未完全通過測試的藥物，以期望有效控制疫情。

### 加拿大

加拿大的疫情分布
死亡病例
確診病例

2009年甲型H1N1流感的疫情在加拿大已經令到12038人受感染，及令72人死亡，以首都來計算，加拿大的首都在北美洲是有最多確診個案的。

#### 統計
| 名次 | 城市            | 人口       | 確診個案 | 每10,000人確診個案 | 確診後死亡 | 百分率 (%) |
| ---- | --------------- | ---------- | -------- | ------------------ | ---------- | ---------- |
| 1    | 努纳武特        | 31,556     | 340      | 107.74             | 0          | 0          |
| 2    | 萨斯喀彻温      | 1,023,810  | 799      | 7.80               | 2          | 0.25       |
| 3    | 曼尼托巴        | 1,213,815  | 685      | 5.64               | 4          | 0.58       |
| 4    | 艾伯塔          | 3,632,483  | 1,098    | 3.02               | 1          | 0.09       |
| 5    | 魁北克          | 7,782,561  | 2,181    | 2.80               | 14         | 0.64       |
| 6    | 安大略          | 12,986,857 | 3,464    | 2.67               | 12         | 0.35       |
| 7    | 西北地区        | 42,940     | 9        | 2.10               | 0          | 0          |
| 8    | 新斯科舍        | 939,531    | 171      | 1.82               | 0          | 0          |
| 9    | 纽芬兰-拉布拉多 | 508,990    | 36       | 0.71               | 0          | 0          |
| 10   | 卑诗省          | 4,419,974  | 303      | 0.69               | 0          | 0          |
| 11   | 爱德华王子岛    | 140,402    | 5        | 0.36               | 0          | 0          |
| 12   | 育空地区        | 33,442     | 1        | 0.30               | 0          | 0          |
| 13   | 新不伦瑞克      | 748,319    | 10       | 0.13               | 0          | 0          |
|      | 加拿大          | 33,504,680 | 9,102    | 2.72               | 33         | 0.36       |

#### 發展日程
4月26日，加拿大東岸新斯科舍省的國王中學艾吉爾分校有四名學生被發現感染到H1N1甲型流感病毒。他們年齡界于12到18歲之间，病情溫和。其中一位學生曾參加墨西哥東南部的尤卡坦半島的遊學團。同時，英屬哥倫比亞省的低陸平原地區亦有兩名年齡界乎25到35歲的男子被發現感染到此病毒。他們最近由墨西哥返回加國，並且已經完全康復
。
4月28日，艾伯塔省政府在埃德蒙顿宣布在艾伯塔省确证2例甲型流感H1N1病毒。
加拿大安大略省公共衛生局傳染性疾病預防與控制主任賈當博士（Dr Michael Gardam）在加拿大廣播公司的訪問中表示，縱使豬流感疫情在安大略省爆發也不會像2003年的SARS那樣嚴重。為了預防病毒演變成全國流行，加拿大公共衛生局跟從世界衛生組織來評定警戒級別。除了蒙特利爾醫院報告有兩個懷疑感染豬流感的人士，正在接受隔離觀察，他們都是從墨西哥返回加拿大後感到不適。其後，全部測試結果呈現陰性反應。而加拿大東岸新斯科舍省的一批學生則正在測試是否染有豬流感。
加拿大的實驗室協助墨西哥政府確診其中18個個案。

## 歐洲
|  |  |  |

### 西班牙

西班牙的疫情分布
確診個案
疑似個案

4月27日，西班牙衛生及社會政策部宣佈有一名從墨西哥返國的男子曾經接觸豬流感。該男子23歲，22日從墨西哥返回西班牙，自25日才被隔離。這是歐洲首宗確診個案。第二宗個案位於華倫西亞自治區。
西班牙政府正在密切觀察其他位於巴斯克自治區、加泰羅尼亞、巴利阿里群島、安達盧西亞、穆爾西亞等地的21懷疑個案。

### 瑞典
4月27日，最少5名瑞典人從墨西哥返國後，接受甲型流感（H1N1）測試，樣本已經送往松德比貝里市作評核。

### 塞爾維亞
塞爾維亞於4月25日起全面禁止北美豬肉產品的输入。

## 亞洲

亞洲各國發現首宗H1N1流感時間示意圖:
三月和四月上旬
四月中旬
四月下旬
五月上旬
五月中旬
五月下旬
六月上旬
六月中旬
六月下旬

### 中國大陆

中国大陆的确诊病例分布
16+例
6～15例
2～5例
1例

中國衛生部已經與世衛組織、美國和墨西哥相關部門加強聯繫。4月25日，國家質檢總局發出緊急公告，呼籲來自豬流感地區的人士如果有流感症狀需要主动向检验檢疫機構申報；而各口岸對入境人士會測量體溫，懷疑人士會被隔離並且送到指定醫院接受治療。有媒体报道中國現時有數宗懷疑個案，但被中國政府否認，並呼籲民眾近期不要去墨西哥等有豬流感疫情的國家旅遊。中国卫生部部长陈竺4月30日称不能排除人感染猪流感疫情进入中国的可能。 质检系统对来自墨西哥和美国的国际航班全部实行登机检疫。
5月2日，由于在墨西哥来华航班上已发现流感的确诊病例，中国政府决定，暂停接受墨西哥航空公司飞中国上海的航班。 与此同时，中国政府对境内的墨西哥人进行隔离，墨西哥驻华大使批评中国是世界上唯一一个墨西哥人面临强制隔离的国家。中方回应称有关医学隔离措施并非针对墨西哥公民，没有歧视性，是纯粹的卫生检疫问题。中墨双方随后互派包机，接回本国公民。
5月11日，中国卫生部通报四川省出现第一例确诊病例。患者是从美国经日本到达北京，后又飞往成都的。
7月3日，经专家勘查认定，1日在浙江省杭州市萧山区第一人民医院死亡的1名甲型H1N1流感楼氏女性患者为洗澡时因病房卫生间电路漏电意外触电死亡。 截至7月3日，北京市朝阳区南湖中园小学发生的聚集性发热疫情中，共确诊甲型流感病例22人。
11月25日，发现首例狗感染甲流，是继黑龙江一只猪后，第二次在动物身上检出甲型H1N1流感。

### 香港

香港的疫情分布
確診個案

香港是繼以色列之後第二個發現首宗確診個案的亞洲地區。香港於北京時間2009年5月1日晚上8時證實首宗H1N1甲型流感個案，患者是一個由上海到香港的墨西哥人，他曾經入住灣仔維景酒店，於瑪嘉烈醫院隔離，情況穩定，現已出院。當局引用《預防及控制疾病條例》，曾與該名患者同機前後三行的乘客亦安排到酒店、醫院或渡假村隔離。
香港會在各出入境管制站加強對旅客的健康檢查，辨別有發燒和呼吸道感染症狀。一旦在出入境管制站發現旅客帶有流感徵狀，他們會被送往公立醫院接受檢驗。食物及衛生局局長周一嶽已啟動大流感應變計劃，把戒備級別提升至最高的緊急，而衛生防護中心已經通知航空公司，在所有來自受病毒影響地區的直航班機上廣播有關疫情的警告。
而政府於4月28日晚上向市民發出強烈勸喻，勸喻市民如非必要切勿到受疫症影響地區，尤其是墨西哥。政府亦會於數天內開始要求入境旅客填寫健康申報表。
香港政府自2009年4月28日起推出多項措施，以防止疫症傳入香港：
- 在2009年4月30日起，要求入境人士填寫健康申報表，又會要求機組人員呈報機上懷疑個案。一旦有旅客出現發燒等流感病徵，會將旅客送院隔離治療。
- 衛生防護中心於2009年4月30日起，設立二十四小時熱線，給曾經前往豬流感疫情的地區，返回香港後七天內出現流感徵狀的人士查詢。
- 當香港出現豬流感的確診個案，頭20名患者會被送往瑪嘉烈醫院傳染病中心，然後為沙田威爾斯親王醫院及港島瑪麗醫院進行治療。
- 一旦出現豬病毒在社區爆發，西貢麥理浩夫人度假村會用作為隔離中心。
- 政府於2009年5月10日起推行全城清潔大行動，以改善社區公共衛生情況。

由於出現確診個案，政府於5月1日晚上清空鯉魚門公園及度假村及麥理浩夫人度假村作為隔離中心。

直至香港時間（UTC+8）2009年9月20日14:30，香港累積有22,054宗甲型H1N1流感確診個案，包括15宗死亡個案。

### 澳門
自4月25日起，澳門啟動緊急應變機制；流感大流行預防應變統籌小組決定將流感大流行的戒備狀態由II級提升至III級狀態。
因應疫情迅速擴散，澳門特別行政區流感大流行預防應變統籌小組於2009年4月27日舉行會議。由社會文化司司長崔世安主持，出席會議的包括多個保安、旅遊、衛生部門代表。會上流感大流行預防應變統籌小組宣佈採取下列措施：
澳門社會文化司司長崔世安會後表示，當局會根據世衛指引，加強防範措施，包括在各口岸加強監測、因應需要購置更多預防設備和藥物、亦會預備隔離病區及開啟24小時電話熱線。另外，衛生局會向全澳醫療機構人員發出指引，要求通報發現的疑似病例。

### 台湾

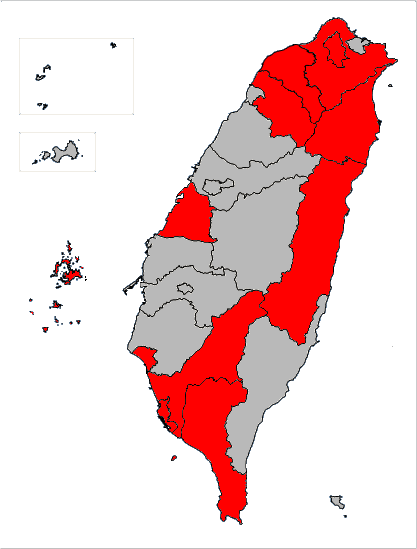
台灣的疫情分布
確診個案

- 4月26日傍晚起，所有入境台灣的旅客，不只要通過紅外線體溫檢測，還要以耳溫槍量耳溫，若是旅客體溫超過攝氏37.5度，或是有感冒症狀就要留資料追蹤，而要是旅客來自墨西哥或是旅程途經墨西哥，且出現發燒症狀者，須立即隔離[45][46]。

- 4月29日起，對於自北美地區出發飛抵台灣的航班，會由防疫人員進行登機檢疫。[47]。

- 台灣於5月20日出現第一宗確認病例(境外傳入)，該患者為52歲澳洲籍男子。[48]。
- 台灣又於5月21日出現第2例確認病例(境外傳入)，病患為22歲台灣女性。[49]。
- 台灣於5月21日晚間11點再度出現第3例新型流感確定病例，該病患為境外傳入患者為23歲留美女學生。[50]。
- 台灣於5月22日下午2點，衛生署確定出現第4例新流感確定病例。
- 台灣於第4例確定後又於下午4點，再度確認第5例新流感確定病例[51]。
- 台灣再度於5月22日晚間9點半出現第6例新流感確診病例，此案例為第4例病患之女兒。也已是台灣24小時以來第4起確診病例。
- 第4例病患之女兒（即新流感第6例）就讀之學校-中和光復國小附設幼稚園，全校5/23～5/29國小及幼稚園停課，居家隔離。
- 5月25日台灣出現第7例新流感確定病例，該病例為第4例之友人，也是首例本土病例。[52]
- 台灣5月25日下午衛生署確定第8例、第9例確定新流感病例。兩位病患皆為留美學生，所幸自我警覺性高，下機後就立刻就醫。
- 5月28日台灣出現第10例H1N1新型流感的確定病患，病患為26歲的台籍男性該病患自大陸旅遊經香港轉機返台後，出現類流感症狀經住院隔離採檢後指揮中心今日發布該病患為第10例境外傳入病例。[53]。
- 7月30日台灣出現首例死亡病例，開始爆發社區群聚感染。

### 日本

#### 發展日程
4月28日
- 根據世衞將流行病警告級別提升到第四級[54] ，日本當局開始對美洲部份國家實施衛生措施。[55]

- 日本政府開始抗疫，防止疫情傳入日本。[55]

6月1日
- 日本報告1個新個案[56]

6月3日
- 日本報告9個新個案[57]

6月7日
- 日本報告12個新個案[58]

6月8日
- 日本報告6個新個案，總數438[58]

6月11日
- 總數達532[59][60]

6月19日
- 總數達741[61]

6月26日
- 總數達1049[62]

#### 個案出現前
未有個案前，成田國際機場已經為來自墨西哥的入境旅客測量體溫。日本農林水產省指示全國的檢疫辦公室檢查所有入口豬隻是否染有豬流感。農林水產省大臣石破茂在電視上對顧客重申食用豬肉是安全的。農林水産省說不會要求限制豬肉的進口，其原因是病毒不依靠豬肉作為傳染途徑，一經煮熟後，病毒也被殺掉。外務省暫停對於墨西哥公民的免簽證。
5月9日，日本从美国抵达日本的国际航班上發現了3名感染了的日本患者。

#### 抗藥性問題
日本厚生勞動省表示，該國證實首宗甲型H1N1流感基因變異，對特效藥特敏福具抗藥性。

### 韓國
韓國在首爾仁川國際機場啟用熱紅外成像儀檢查。
韓國是東亞地區首宗確診個案的所在地，患者是一位從墨西哥返回的51歲女士。

### 馬來西亞
馬來西亞首宗死亡病例是来自一名三十歲印尼學生于七月二十二日因患甲流感並發癥死亡。政府會為那些曾於2009年4月17日或之後到過墨西哥、加州或德州的馬來西亞人進行身體檢查，以避免豬流感傳入馬來西亞。截至2009年9月3日，馬來西亞已经确认了超过7000宗的甲型流感案例和75宗死亡案例。。

### 新加坡
新加坡政府在主要机场安装了体温测量器，用来测量抵达旅客的体温。新加坡卫生部也劝导居民延后或者是取消前往墨西哥的非必要旅行。

### 菲律賓
菲律賓衛生單位在5月21日晚間證實，一名上星期自美返國的10歲女童證實染上新型流感，該患者為菲律賓第1宗新型流感確診病例。

## 非洲

非洲情況（個案類型）：
有死亡個案
確診個案
疑似病例
無個案

非洲情況（個案數字）
5000以上
500以上
50以上
5以上
1以上

### 埃及
為防止豬流感傳入埃及，當地政府宣布將屠殺國內所有豬隻。雖然埃及是一個伊斯蘭國家，但國內仍然有10%基督徒，而國內的豬場亦由這些基督徒開辦。殺豬事件引起豬農的暴動。事实上，本次流感与猪并无瓜葛，世界卫生组织也指出此举不必要。

### 貝寧
5月2日，有一宗疑似病例。

## 大洋洲

### 澳洲
澳洲現時死亡人數已達百多人，主要是因為豬流感爆發後，澳洲等地於7月進入冬季，同時撞著豬流感容易傳入引起大爆發的日期，結果引致豬流感病毒大量感染人群，結果感染人數和死亡人數均在7月-8月大幅上升，現時疫情稍見媛和。

### 紐西蘭
紐西蘭當地最大的中學、位於奧克蘭都會區北岸市的遠極中學 (Rangitoto College）一個由3位老師及22位學生組成的遊學團，在從墨西哥經洛杉機返回奧克蘭之後，由於部分人有流感症狀，所以25名師生均需要在家接受隔離觀察。其中10個學生的病毒測試對甲型流感呈現陽性反應。現時紐西蘭尚有三個滯留在墨西哥的遊學團，但都未有回覆有否學生有流感徵狀。